# Unione Sportiva Savoia 1924-1925
Questa voce raccoglie le informazioni riguardanti il Savoia nelle competizioni ufficiali della stagione 1924-1925.

## Stagione
La stagione 1924-1925 è la 7ª stagione sportiva del Savoia.
Prima Divisione 1924-1925 (Lega Sud): 3º posto

## Divise
| Manica sinistra · Maglietta · Maglietta · Manica destra · Pantaloncini · Calzettoni · Calzettoni |
| Casa                                                                                             |

## Organigramma societario
Area direttiva
- Presidente: Teodoro Voiello

Area tecnica
- Allenatore: Raffaele Di Giorgio e Wisbar[2]

## Rosa
| N. |                   | Ruolo | Calciatore             |
| -- | ----------------- | ----- | ---------------------- |
|    | Italia (bandiera) | P     | Ciro Visciano          |
|    | Italia (bandiera) | D     | De Micheli             |
|    | Italia (bandiera) | D     | Giuseppe Lobianco      |
|    | Italia (bandiera) | D     | Mario Miltone          |
|    | Italia (bandiera) | D     | Giovanni Nebbia        |
|    | Italia (bandiera) | C     | Nicola Cassese         |
|    | Italia (bandiera) | C     | Oscar Cirillo          |
|    | Italia (bandiera) | C     | Giovanni Gaia          |
|    | Italia (bandiera) | C     | Mario Orsini           |
|    | Italia (bandiera) | C     | Alessandro Scaglierini |
|    | Italia (bandiera) | C     | Sandro Tiburzi         |
|    | Italia (bandiera) | A     | Giulio Bobbio          |
|    | Italia (bandiera) | A     | Ernesto Ghisi          |

| N. |                     | Ruolo | Calciatore         |
| -- | ------------------- | ----- | ------------------ |
|    | Italia (bandiera)   | A     | Mombelli           |
|    | Italia (bandiera)   |       | Antonio Balzano    |
|    | Italia (bandiera)   |       | Battecchia         |
|    | Italia (bandiera)   |       | Borghetto          |
|    | Italia (bandiera)   |       | Cacace             |
|    | Italia (bandiera)   |       | Ceresole           |
|    | Italia (bandiera)   |       | Angelo Maltagliati |
|    | Italia (bandiera)   |       | Mantegani          |
|    | Ungheria (bandiera) |       | Szemery            |
|    | Italia (bandiera)   |       | Valente            |
|    | Italia (bandiera)   |       | Verzetti           |
|    | Italia (bandiera)   |       | Vitiello           |

## Calciomercato
| Acquisti | Acquisti               | Acquisti  | Acquisti |
| R.       | Nome                   | da        | Modalità |
| -------- | ---------------------- | --------- | -------- |
|          | Alessandro Scaglierini | Bagnolese |          |
|          | Szemery                |           |          |

| Cessioni | Cessioni | Cessioni | Cessioni   |
| R.       | Nome     | a        | Modalità   |
| -------- | -------- | -------- | ---------- |
|          |          |          | definitivo |

## Risultati

### Prima Divisione

#### Girone di andata
| Arbitro: | Reichlin |

|                                                       |           |                              |
| Lobianco 35’ (rig.) Mombelli 47’, 54’ Gaia 73’ (rig.) | Marcatori | 6’ Valente 65’ (rig.) Blount |

| Arbitro: | Turrigiani |

|             |           |  |
| Ghisi I 85’ | Marcatori |  |

| Arbitro: | Reichlin |

|                 |           |  |
| Bobbio 14’, 31’ | Marcatori |  |

#### Girone di ritorno
| Arbitro: | Barra |

|                 |           |              |
| Iaquinto II 25’ | Marcatori | 27’ Verzetti |

| Arbitro: | Galasso |

|                                |           |  |
| Polisano 18’ Guasco 83’ (rig.) | Marcatori |  |

| Arbitro: | Mancini |

|                  |           |                             |
| Kargus 1’ (rig.) | Marcatori | 44’, 79’ Bobbio 67’ Ghisi I |

### Semifinali Lega Sud - Girone A

#### Girone di andata
| Arbitro: | Caroncini |

|                              |           |  |
| Santamaria 20’ Palmisano 23’ | Marcatori |  |

| Arbitro: | Barra |

|                |           |            |
| De Micheli 53’ | Marcatori | 48’ Bakony |

| Arbitro: | Gasperini |

|  |           |                               |
|  | Marcatori | 51’ Bernardini 81’ Fraschetti |

#### Girone di ritorno
| Arbitro: | Galassi |

|             |           |  |
| Szemery 18’ | Marcatori |  |

| Arbitro: | Caroncini |

|            |           |             |
| Bakony 72’ | Marcatori | 38’ Szemery |

| Arbitro: | Gasperini |

|            |           |             |
| Ottier 29’ | Marcatori | 22’ Ghisi I |

## Statistiche

### Statistiche di squadra
| Competizione                 | Punti | In casa | In casa | In casa | In casa | In casa | In casa | In trasferta | In trasferta | In trasferta | In trasferta | In trasferta | In trasferta | In campo neutro | In campo neutro | In campo neutro | In campo neutro | In campo neutro | In campo neutro | Totale | Totale | Totale | Totale | Totale | Totale | DR |
| Competizione                 | Punti | G       | V       | N       | P       | Gf      | Gs      | G            | V            | N            | P            | Gf           | Gs           | G               | V               | N               | P               | Gf              | Gs              | G      | V      | N      | P      | Gf     | Gs     | DR |
| ---------------------------- | ----- | ------- | ------- | ------- | ------- | ------- | ------- | ------------ | ------------ | ------------ | ------------ | ------------ | ------------ | --------------- | --------------- | --------------- | --------------- | --------------- | --------------- | ------ | ------ | ------ | ------ | ------ | ------ | -- |
| Lega Sud-girone campano      | 9     | 3       | 3       | 0       | 0       | 7       | 2       | 3            | 1            | 1            | 1            | 4            | 4            | 0               | 0               | 0               | 0               | 0               | 0               | 6      | 4      | 1      | 1      | 11     | 6      | +5 |
| Semifinali Lega Sud-girone A | 5     | 3       | 1       | 1       | 1       | 2       | 3       | 3            | 0            | 2            | 1            | 2            | 4            | 0               | 0               | 0               | 0               | 0               | 0               | 6      | 1      | 3      | 2      | 4      | 7      | -3 |
| Totale                       | 14    | 6       | 4       | 1       | 1       | 9       | 5       | 6            | 1            | 3            | 2            | 6            | 8            | 0               | 0               | 0               | 0               | 0               | 0               | 12     | 5      | 4      | 3      | 15     | 13     | +2 |

### Statistiche dei giocatori
| Giocatore      | Prima Divisione | Prima Divisione |
| Giocatore      | Presenze        | Reti            |
| -------------- | --------------- | --------------- |
| A. Balzano     | 1               | 0               |
| Battecchia     | 2               | 0               |
| G. Bobbio      | 12              | 4               |
| Borghetto      | 5               | 0               |
| Cacace         | 1               | 0               |
| N. Cassese     | 12              | 0               |
| Ceresole       | 3               | 0               |
| O. Cirillo     | 5               | 0               |
| De Micheli     | 5               | 0               |
| Gaia           | 12              | 1               |
| E. Ghisi       | 6               | 3               |
| G. Lobianco    | 12              | 1               |
| A. Maltagliati | 2               | 0               |
| Mantegani      | 1               | 0               |
| M. Miltone     | 1               | 0               |
| Mombelli       | 6               | 2               |
| G. Nebbia      | 8               | 0               |
| M. Orsini      | 8               | 0               |
| A. Scaglierini | 8               | 0               |
| Szemery        | 4               | 2               |
| S. Tiburzi     | 3               | 0               |
| Valente        | 1               | 0               |
| Verzetti       | 1               | 1               |
| C. Visciano    | 12              | -13             |
| Vitiello       | 1               | 0               |